# Доња Чемерница
Доња Чемерница је насељено мјесто у општини Топуско, на Кордуну, Сисачко-мославачка жупанија, Република Хрватска.

## Историја
У мјесту Чемерници била је 1827. године православна парохија, у којој су службовали свештеници: поп Тома Вранешевић као парох и поп Матеј Мркшић капелан.

### Други свјетски рат
У току Другог свјетског рата село Чемерница (Горња и Доња) изгубило је 586 становника. Од стране непријатеља убијено је 486 невиних људи, жена и дјеце, 50 је умрло од тифуса, а 22 су жртве рата. У партизанским јединицама погинуло је 26 бораца, а од преживјелих 5 је било носилаца „Партизанске споменице 1941.".
Побијени мјештани били су презимена: Арлов, Бакић, Бекић, Бодловић, Цревар, Ћорић, Демоња, Девић, Драгојевић, Дражић, Дробњак, Еремија, Газибара, Гушић, Гвоздић, Ивковић, Јовановић, Кајганић, Карловчан, Клипа, Комљеновић, Кораћ, Косовац, Крагуљац, Крошњар, Лацковић, Лончар, Мајсторовић, Манојловић, Маринковић, Медак, Милетић, Милићевић, Милојевић, Мишчевић, Мркшић, Новаковић, Обрадовић, Ожеговић, Полимац, Поповић, Пова, Радошевић, Ракас, Ратковић, Релић, Ркман, Соколовић, Станојевић, Сућевић, Тодоровић, Влајисављевић, Воркапић, Врањешевић, Врчић, Вујановић и Зимоња — сви Срби.

### Распад СФРЈ
Доња Чемерница се од распада Југославије до августа 1995. године налазила у Републици Српској Крајини. До територијалне реорганизације у Хрватској насеље се налазило у саставу бивше велике општине Вргинмост.

## Становништво
На попису становништва 2011. године, Доња Чемерница је имала 170 становника.
Према попису становништва из 2001. године Доња Чемерница има 199 становника. Многи становници српске националности напустили су село током операције Олуја 1995. године.

## Попис 1991.
На попису становништва 1991. године, насељено мјесто Доња Чемерница је имало 451 становника, следећег националног састава:
| Попис 1991.‍  | Попис 1991.‍  | Попис 1991.‍ | Попис 1991.‍ | Попис 1991.‍ |
| ------------ | ------------ | ----------- | ----------- | ----------- |
|              |              |             |             |             |
| Срби         | Срби         |             | 427         | 94,67%      |
| Хрвати       | Хрвати       |             | 3           | 0,66%       |
| Муслимани    | Муслимани    |             | 1           | 0,22%       |
| Немци        | Немци        |             | 1           | 0,22%       |
| неопредељени | неопредељени |             | 2           | 0,44%       |
| непознато    | непознато    |             | 17          | 3,76%       |
| укупно: 451  |              |             |             |             |

## Аустроугарскипопис 1910.
На попису 1910. године насеље Доња Чемерница је имало 739 становника, а исказана је заједно са насељем Горња Чемерница, општина Вргинмост (652 ст.), под именом Чемерница, са укупно 1.391 становником следећег националног састава:
- укупно: 1.391
- Срби — 1.350 (97,05%)
- Хрвати — 32 (2,30%)
- Мађари — 8 (0,57%)
- Немци — 1 (0,07%)